# Manuel Santa-Cruz Loidi
Manuel Santa-Cruz Loidi (Elduain, Guipúscoa, País Basc), 23 de maig, 1842 - San Juan de Pasto (Colòmbia), 10 d'agost, 1926), fou un sacerdot i guerriller, el 1872-1873, durant la Tercera Guerra Carlina.

## Pròleg
Conegut com el "sacerdot de Santa-Cruz" o simplement "Santa-Cruz", va guanyar fama internacional per les seves gestes militars, però també pel seu tarannà auster i fanàtic. Encapçalant el seu grup guerriller per Guipúscoa i Navarra, es va enfrontar a les forces liberals i va alienar els dirigents carlins, gelós dels seus èxits i retraient-li la seva independència de l'estat major.
Forçat a l'exili, va marxar d'Europa cap a Jamaica, on va tornar a seguir el camí eclesiàstic. El 1892 va arribar a Colòmbia on va fundar una missió entre els indígenes prop de San Juan de Pasto. Allà va morir l'any 1926.

## Joventut
Família i formació
Nascut en una família pobra a Elduain, al País Basc, els seus pares van ser Francisco Antonio Santa Cruz Sarove (1784-1842), casat el 1824 amb Juana Josefa Loidi Urrestarazu (1803-1871). Orfe de pare als 4 mesos, Manuel Ignacio Santa-Cruz Loidi va passar la seva infantesa entre l'escola i el treball de la granja. Atès per un cosí, eclesiàstic, aquest va constatar la predisposició del nen als estudis i el va enviar a estudiar al seminari de Vitòria-Gasteiz (província d'Alaba). Estudiant teologia però també literatura i seguint un curs clàssic, va obtenir bons resultats, però els seus estudis al seminari es van veure interromputs per la malaltia. Considerat com un estudiant aplicat, el vicari apostòlic li permet completar el seu curs a distància. Va ser ordenat sacerdot l'any 1866, i destinat al poble d'Hernialde on va assistir el sacerdot fins a la mort d'aquest.
Un sacerdot inquiet
L'any 1870, la convulsió política que afectava Espanya també va arribar a Hernialde. Bastió del moviment carlí, el País Basc viu aleshores la formació de bandes armades a favor de la successió al tron d'Espanya del pretendent a l'exili En Borbó i Àustria-Este (1848-1909, Carles VII). El clergat basc va estar al capdavant d'aquesta agitació, considerant que el règim liberal aleshores vigent a Espanya amenaçava la religió i els drets del poble basc (els furs).
Santa-Cruz predica sermons ardents contra el liberalisme i el govern. A més, va donar suport activament als grups carlins que operaven a la zona mitjançant el transport d'armes i subministraments. Aquestes activitats porten a la Diputació de Guipúscoa a enviar un batalló de miquelets per interrogar-lo després de la missa del diumenge 6 d'octubre de 1870. Mitjançant una artimaña, el capellà va aconseguir escapar dels soldats i va fugir. Arriba a la frontera francesa gràcies a uns còmplices i troba refugi a Lapurdi.
Compromís carlí
El 21 d'abril de 1871, mentre el pretendent En Carles publica un manifest demanant una insurrecció, Santa-Cruz torna a travessar la frontera dins d'una companyia de voluntaris carlins a les ordres del coronel Recondo. Hi oficia com a capellà. La campanya avança a Navarra i lliura algunes escaramuzas. Arribats a Segura (Navarra), els voluntaris són bloquejats per un batalló liberal, i alhora s'assabenten de la derrota de l'exèrcit carlí al Desastre d'Oroquieta. Santa-Cruz va voler continuar la lluita, però els capitans van decidir seguir el reflux de les tropes carlines en retirada que passaven la frontera.
Aquest esdeveniment, i el segon exili al Nord del País Basc van portar el capellà a optar per formar el seu propi grup armat. Disgustat per la inacció del personal carlí que portava l'alta vida entre Saint-Jean-de-Luz i Baiona, cansat de la inacció, va tornar a travessar la frontera amb 16 homes l'1 de desembre de 1871, decidit a liderar la lluita.
Líder guerriller
Immediatament es dedica a diverses accions guerrilleres: sabotatge de telègrafs, atacs, trens, i sobretot una emboscada contra un comboi d'armes que li permet apoderar-se de 42 fusells.
El 12 d'agost de 1872 va ser capturat per una tropa liberal en persecució i portat a l'ajuntament d'Aramaio abans de ser traslladat a la presó. Aconsegueix escapar per segona vegada saltant des del balcó, trobant refugi al riu proper. Rescatat per pagesos dels voltants, el van portar a un lloc segur a l'abric de la cova Izizpe (Araba) abans d'escapolir-se al País Basc del Nord.
A partir d'aleshores, el seu cap es posa en preu, viu o mort per la Delegació de Guipúscoa. Lluny de desanimar-se, Santa-Cruz torna a travessar la frontera aquesta vegada al capdavant de 50 homes, i encapçala una guerrilla cada cop més violenta: es multipliquen les emboscades, les incursions als dipòsits, les execucions d'espies o delators.
Si la seva popularitat entre la població basca va créixer a mesura que el govern augmentava les xifres llançades en va a la seva persecució, va començar a ser objecte d'una campanya de premsa que el presentava com un fanàtic sanguinari. El grup, que rep el sobrenom dels Santacruzistes, recorre les muntanyes de Guipúscoa i el nord de Navarra, establint el seu barri als vessants d'Aritxulegi, muntanya d'Oiartzun.
Cedint a les ordres del general carlí Antonio Lizárraga, llavors cap del teatre d'operacions de Guipúscoa sota En Carles, Santa-Cruz va acceptar ocupar un càrrec prop del poble d'Aia contra l'ofensiva liberal que s'aproximava, contra la promesa d'aconseguir munició per sostenir l'assalt. Els subministraments promesos no van arribar, Santa-Cruz va patir la seva primera derrota durant aquesta lluita i es va veure obligat a retirar-se. Farcit d'amargor cap a Lizarraga davant el que considera una traïció, trenca amb el bastó carlí i lidera la seva guerra amb total independència.

## Massacre d'Endarlaza
Malgrat les iniciatives destinades a la reconciliació dels dos homes, la ruptura es va consumar quan Santa-Cruz va atacar el fort del pont d'Endarlaza (4 de juny de 1873), situat a la carretera de Bera a Irun i de valor estratègic.
Com que el fort va ser envoltat ràpidament i a punt de caure, els carrabiners que formaven la guarnició van hissar la bandera blanca. Però mentre els homes de Santa-Cruz avancen a la intempèrie pel pont, sonen trets i aquests s'enfonsen. Enfurismat pel que considera infàmia, Santa-Cruz captura els supervivents i els alinea a la carretera. Caça les seves dones que fugen a Irun mentre els presoners són executats.
Els nous descobriments als arxius ajuden a entendre millor l'elecció de l'atac a Endarlaza: situat prop del ferrocarril, Enderlaza coneixeria aviat un projecte miner sota la companyia d'un senyor britànic que no deixaria de donar dividends al govern liberal a canvi del dret de franquícia. L'aspecte econòmic d'aquest atac no s'ha de deixar, doncs, si tenim en compte que Santa-Cruz va assecar així una font d'ingressos per als liberals mentre lluitava contra l'embrió d'un capitalisme estranger tartamudejant aleshores al País Basc. La matança d'Endarlaza desterra Santa-Cruz, acusat de crueltat, tant pels liberals com pel personal carlí. Aïllat, però encara tenint un sòlid suport popular, aquest preveu un cop d'estat contra les tropes carlines que el consideren ara com un renegat. Finalment es rendeix per no provocar una guerra fratricida en una guerra civil ja molt confusa. Santa-Cruz es resigna a sotmetre's a en Carles i a servir-lo de simple capellà en una de les seves companyies. Aquest últim si nega, i Santa-Cruz abandona aleshores els seus homes per tornar a la frontera. A França, Santa-Cruz sembla desorientat i passa més d'un any als pobles del País Basc.

## Exili i missió d'evangelització

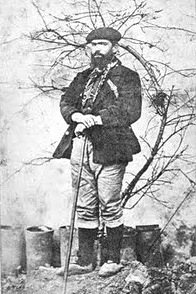
Manuel Santa Cruz

Quedant-se primer a Lille, on va fer els Exercicis de Sant Ignasi de Loiola, va marxar a Anglaterra on l'atzar el va portar a la presència d'en Carles, també a l'exili després de la derrota del carlisme durant la Tercera Guerra Carlina. Els dos homes es troben per posar fi a la seva disputa. Les versions sobre aquesta entrevista divergeixen: el periodista i escriptor francès Gaëtan Bernoville sosté que Santa-Cruz va defensar la seva acció bèl·lica, mentre que altres fonts afirmen que Santa-Cruz va expressar el seu pesar i va obtenir el perdó.
Renunciant a tot menys a convertir-se en jesuïta, Santa-Cruz va marxar a Jamaica on va oficiar com a sacerdot durant 15 anys, aprenent anglès durant la seva estada.
Segons Bernoville, Santa-Cruz, influenciat per un amic jesuïta espanyol, finalment va marxar de Jamaica cap a Colòmbia, i va anar a prop de San Juan de Pasto, on va fundar una missió amb una comunitat amerindia. Treballant per l'evangelització de les ànimes, i per les bones accions, manté una correspondència epistolar amb els seus antics germans d'armes i amics que van romandre al País Basc. Si no es feia jesuïta, Santa-Cruz podia entrar al monestir, per seguir-hi les normes, encara que el seu ingrés formal s'ajornava constantment.
Veient que s'acostava el final de la seva vida, va dictar les seves memòries a fra Ariztimuño, també basc, per tal de donar el seu punt de vista sobre el transcurs de la guerra en què va participar i esvair la negra llegenda a la qual va ser sotmès.
L'any 1920 va ser finalment admès com a novell als jesuïtes i va ingressar a l'orde l'any 1922. Va passar els seus últims anys en la seva missió. Va morir a Pasto el 10 d'agost de 1926 i probablement descansa a la capella de Sant Ignasi que havia construït.